# 須藤絵里花
須藤 絵里花（すどう えりか、1983年1月12日 - ）は、日本の女性声優。神奈川県出身。

## 略歴
東京アナウンスアカデミー卒業。マウスプロモーション付属養成所出身。
2006年から2013年10月までマウスプロモーションに所属していた。

## 人物
声優としては、アニメ、外画吹き替え、ドラマCDなどで活躍している。
趣味・特技は日本舞踊、フランス語、ゴスペル。

## 出演作品

### テレビアニメ
2007年
- 魔人探偵脳噛ネウロ（新戸菊江）

2008年
- うちの3姉妹（ばあば）
- かんなぎ（女子生徒）
- 銀魂（鬼子母神春菜、中村京次郎〈幼少期〉、お婆さん）
- 隠の王（フォクブルー社員）
- のだめカンタービレ 巴里編（アンナ、Ruiの母）

2009年
- 銀魂（バーチャルお通）
- クプ〜!!まめゴマ!（女性客）
- クロスゲーム（中河今日子、女子学生、洋子、女子生徒、福田）

2010年
- キディ・ガーランド（アスクールの母）
- 銀魂（老婆）
- ちゅーぶら!!（親戚）
- のだめカンタービレ フィナーレ（アンナ、ルイのママ）
- 百花繚乱 サムライガールズ（兵士A）

2011年
- たまごっち!（保育園の先生）
- 緋弾のアリア（コメンテーターB）

### OVA
2007年
- 最後のドアを閉めろ!（OL）

2009年
- 異世界の聖機師物語（ハンナ）

### 劇場アニメ
2006年
- 銀色の髪のアギト

### ゲーム
2007年
- ジェットインパルス（ガーディニア、システムボイス）
- ひぐらしのなく頃に祭

### ドラマCD
- 君知るや運命の恋（女中頭、使用人）
- 高校王子〜王子の贈り物〜（メークさん、男の子、シャンピニオンピンク）
- 東京少年王〜闇の貴公子参上〜（スミレ先生）
- 欲望の犬（ウエイトレス、フランス語映画音声）

### 吹き替え
- いい話（隣のおばさん、母）
- WITHOUT A TRACE/FBI 失踪者を追え!
- S.A.S. 英国特殊部隊（グッゲンハイムの母、ルイの母）
- 華麗なるペテン師たち #5
- サイコハウス（英語版）（ベリー）
- シャーロック・ホームズ ※劇場公開版
- スターシップ・トゥルーパーズ3（アーナ軍曹）
- 呪怨 パンデミック（ヴァネッサ）
- ナンバー23（シビル）
- ブラザーズ&シスターズ
- ブラック・スワン
- マードック・ミステリー 〜刑事マードックの捜査ファイル〜
- ミディアム3 霊能者アリソン・デュボア #8